# Полещук, Антон Сергеевич
Антон Сергеевич Полещук (род. 21 февраля 1987, Сургут, Тюменская область) — российский хоккеист, защитник.

## Биография
Начинал играть в «Олимпийце» Сургут. Воспитанник «Металлурга» Магнитогорск. В первенстве России начинал играть в команде первой лиги «Металлург-2» Магнитогорск в сезоне 2003/04. Выступал в Суперлиге за ХК МВД и «Молот-Прикамье» (2005/06), «Металлург» (2006/07). В 2007 году перешёл в клуб высшей лиги «Химик» Воскресенск, с которым в следующем сезоне дебютировал в КХЛ. Играл в высшей лиге и ВХЛ за «Газовик» Тюмень (2009/10), «Торос» Нефтекамск (2010/11 — 2011/12), «Южный Урал» Орск (2012/13). После выступлений в КХЛ за «Амур» (2012/13), «Адмирал» и «Авангард» (2013/14) сновал играл в ВХЛ в составе клубов «Рубин» Тюмень (2014/15), «Спутник» Нижний Тагил (2014/15 — 2015/16), «Торпедо» Усть-Каменогорск (2015/16), «Нефтяник» Альметьевск (2016/17). Бронзовый призёр Стального кубка 2009.
Выступал в чемпионате Казахстана за «Иртыш» Павлодар (2017/18), Азиатской хоккейной лиге за южнокорейский «Хай1» (2018/19) и «Сахалин» Южно-Сахалинск (2019/20).
Участник чемпионата мира среди юниоров 2005.
Тренер в школе «Салавата Юлаева».